# Церковь Святого Марка (Тонопа)
Церковь Святого Марка (англ. St. Mark's Church) — приходская церковь епископальной епархии Невады в городе Тонопа, в штате Невада, США. Здание храма расположено по адресу Юниверсити-авеню, дом 210. 20 мая 1982 года оно было включено в Национальный реестр исторических мест США.

## История
Церковь была построена каменщиком Э. Э. Бёрдиком по проекту архитектора Дж. Б. Лайонса. В феврале 1906 года был утверждён проект. Строительные работы велись с 18 апреля 1906 по 2 апреля 1907 года. Храм возведён из местного скального камня в стиле неоготики. Одноэтажное здание на невысоком цоколе завершается крутой двускатной ферменной крышей, по бокам от главного входа — два стрельчатых окна. Крыльцо покрыто такой же крышей, опирающейся на деревянный внешний каркас. К нему ведёт высокая каменная лестница. Фронтон лицевого фасада и крыльцо увенчаны крестами.
Храм является одним из лучших каменных зданий в Тонопе. Собственный дом Э. Э. Бёрдика рядом с церковью позднее был приобретён приходом для дома причта. Цокольный этаж храма служил местом собраний женской гильдии Тонопы.

### Статус памятника истории
20 мая 1982 года церковь Святого Марка в Тонопе, вместе с домом причта, была внесена в Национальный реестр исторических мест США под номером 82003246.